# Sankt Paulus av Korsets katolska församling
Sankt Paulus av Korsets katolska församling är en romersk-katolsk församling i Angered i Göteborg. Församlingen tillhör Stockholms katolska stift.
Församlingen grundades 1985. Dess område består av Angered, Bergsjön, Ale, Alingsås, Lerum och Partille. Kyrkan invigdes 1990 av biskop Hubertus Brandenburg.  
Passionistorden fick från början ansvar för församlingen. Från år 2000 har präster och bröder från kapucinorden arbetat i församlingen. 
Församlingens skyddspatron är den helige Paulus av Korset (1694-1775), passionistordens grundare. 
I Alingsås firas mässa regelbundet via Sankta Maria Elisabeth Hesselblads Kapellförsamling. Församlingens skyddshelgon är Elisabeth Hesselblad, som återinförde Birgittinorden 1923 i Sverige.